# Nusatidia melanobursa
Nusatidia melanobursa is een spinnensoort in de taxonomische indeling van de struikzakspinnen (Clubionidae).
Het dier behoort tot het geslacht Nusatidia. De wetenschappelijke naam van de soort werd voor het eerst geldig gepubliceerd in 2001 door Christa L. Deeleman-Reinhold.